# Храм Иоанна Кронштадтского на Кронштадтской площади
Храм Святого Праведного Иоанна Кронштадтского — православный храм в Кировском районе Санкт-Петербурга. Относится к Кировскому благочинию Санкт-Петербургской епархии Русской православной церкви.
Настоятель — протоиерей Михаил Подолей.

## История
Идея строительства храма появилась в 1990 году, когда по инициативе Н. А. Лукиной был задуман проект воссоздания разрушенного Андреевского собора, но из-за недостатка финансирования общине пришлось остановиться на проекте маленькой церкви. Архитектором стал петербургский зодчий И. Н. Князев.
В апреле 1998 года благочинный Невского округа протоиерей Виктор Голубев совершил чин закладки храма Святого Праведного Иоанна Кронштадтского, после чего было начато строительство храма.
21 декабря 2004 года протоиерей Виктор Голубев освятил храм. По просьбе местной общины храм был назван во имя Иоанна Кронштадтского.
3 сентября 2004 года указом митрополита Санкт-Петербургского и Ладожского Владимира протоиерей Михаил Подолей был назначен на должность настоятеля храма. С этого времени стали совершаться регулярные богослужения.
В 2014 году на территории комплекса началось строительство соборного храма и духовно-просветительского центра.
При церкви действует православная библиотека.

## Архитектура
Церковь выполнена в неорусском стиле. Историк архитектуры Михаил Микишатьев, осматривая вместе с корреспондентами журнала «Город-812» новопостроенные церкви в Санкт-Петербурге, пишет: «Архитектура храма воскрешает образы „неорусского стиля“, одного из ответвлений модерна начала XX века. Она явно напоминает о работах А. Щусева и других мастеров этого направления. Очень стильно. Характерная для модерна мелкая расстекловка окон, нависающий деревянный карниз… На мой взгляд, лучшее культовое здание из тех, которые мы осматривали (из 14)».

## Изображения

Памятник «Героям Нарвской заставы»
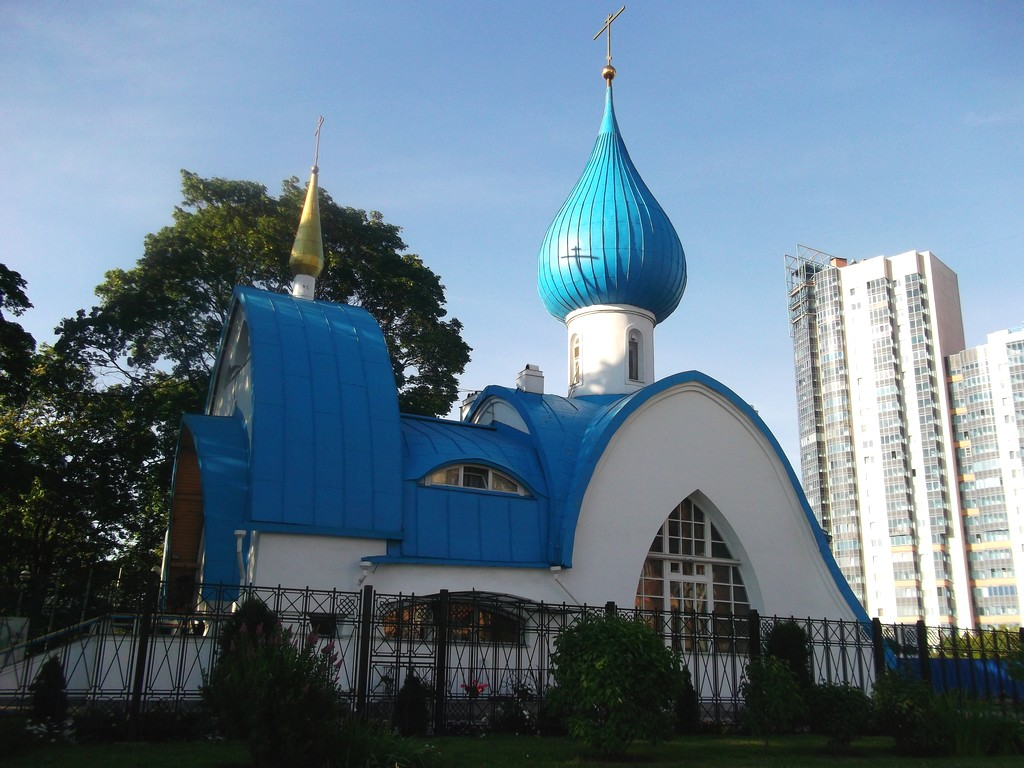
Вид сбоку
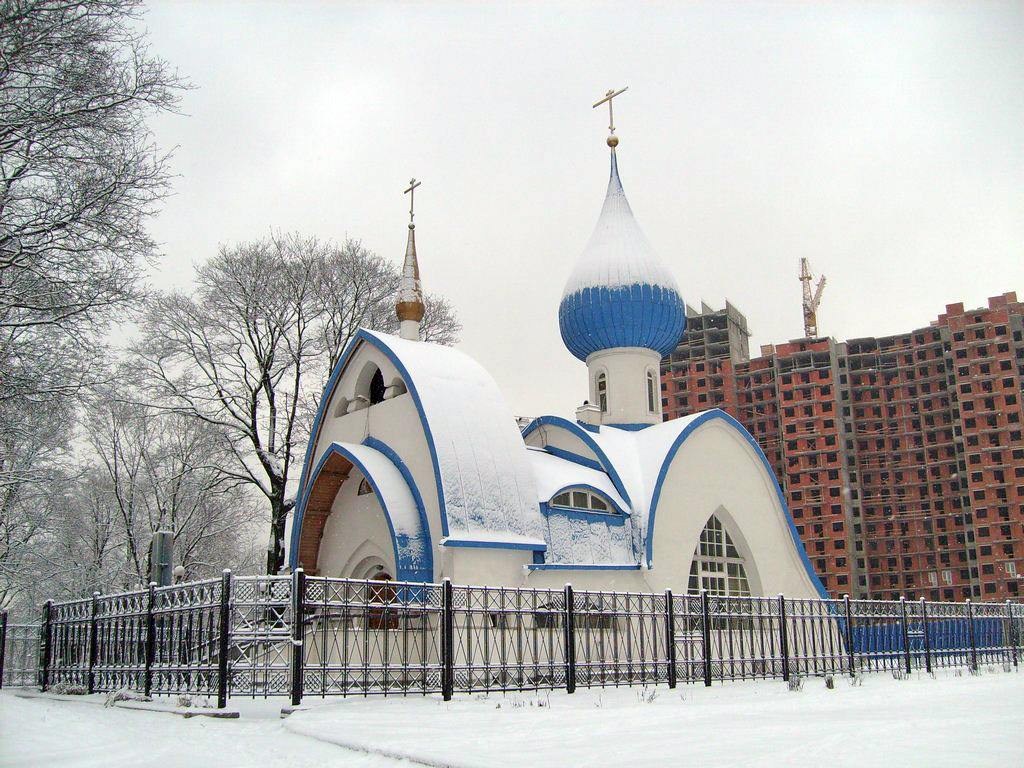
Зимний вид